# Maria Carrilho
Maria Jesuína Carrilho Bernardo, née le 25 novembre 1943 à Beja et morte le 6 février 2022, est une femme politique portugaise.
Membre du Parti socialiste, elle siège au Parlement européen de 1999 à 2004 et à l'Assemblée de la République de 1995 à 1999 et de 2005 à 2009.

## notes et références
1. ↑  (pt) « Morreu ex-deputada do PS Maria Carrilho », sur www.dn.pt (consulté le 11 février 2022)